# Бахария
Бахария (на арабски: الواحات البحرية‎‎‎, Ал-Уаха ал-Бахария, в превод „Северен оазис“) е оазис в област Гиза, Египет. Помещава музей. Икономиката му се основава на отглеждането на различни земеделски култури: гуава, манго, фурми и маслини. В оазиса се намират над 400 източника на минерална вода, студена и топла.

## География
Оазисът се намира на около 360 км югозападно от столицата Кайро. Максималната дължина е 94 км, а максималната ширина – 42 км. Общата площ е около 2000 км2.

## Селища
В оазиса Бахария са разположени няколко села, най-голямото от които е административният център Ел Бауити. В съседство с него се намира село Касър. На запад, на около 10 км, са разположени селата Мандишах и Ез Забу, между които се намира малкото селце Агуз. Няколко километра по на изток е най-източното село Хара. Понякога в него се добавя и село Хияз, но то е доста отдалечено от останалите, на около 60 км от Ел Бауити.

## Население и култура
Населението на оазиса е известно като Уахати (от арабското уаха – оазис). Те са потомци на древното население на оазиса, либийски бедуински племена от северното крайбрежие, както и други народи от долината на Нил, които са се заселили в оазиса.
Повечето уахати са мюсюлмани. В Бахария са построени множество джамии. Социалната система в оазиса свидетелства за силното влияние на исляма.
Традиционната музика е много важна за уахатите. При обществени събирания, особено на сватби, се изпълнява музика на флейта, барабани и симсимия (струнен музикален инструмент, подобен на арфа). Традиционните селски песни се предават от поколение на поколение, създават се и нови песни. Съвременната арабска музика е много популярна в оазиса.

## История
В Бахария има останки от храм на Александър Македонски. Някои археолози смятат, че пълководецът е минал през Бахария, завръщайки се от оракула на бог Амон в оазиса Сиуа. През 1996 г. започват разкопките на гръко-римски некропол, известен като Долината на златните мумии. Разкопани са 34 гробници от тази епоха.
Учените са откили останки от Кархадонтозавър, Бахариазавър и Стоматозух, датирани отпреди около 95 млн. години, в околностите на Бахария.

## Съвремие
Оазисът претърпява много промени през последните 30 години. В началото на 70-те години е построено шосе, което свързва Бахария със столицата Кайро. Заедно с нея се появяват електричество, автомобили, телевизия и телефонни линии. Освен това се наблюдават и промени в езика на уахатите, който е под все по-голямо влияние от каирския диалект поради музиката и телевизията.